# ジャック・ダン (イングランドのサッカー選手)
ジャック・ダン（Jack Dunn, 1994年11月19日 - ）は、イギリス (イングランド)・リヴァプール出身のサッカー選手。マリンFC所属。ポジションはミッドフィールダー。

## 経歴

### クラブ
リヴァプールFCの下部組織出身プレーヤーで、2015年にトップ昇格した。2015年にチェルトナム・タウンFC、バートン・アルビオンFCとレンタル移籍した。

### 代表
各世代別のイングランド代表に選出されている。